# バレーボールの大会毎の放映権を有する放送局の一覧
バレーボールの放映権とは各テレビ局のバレーボール中継の放映権のことである。

## 国内（日本）大会

### SVリーグ
- 地上波 フジテレビ（2024年10月11日の男子開幕戦を全国ネット生中継）、NHK総合
- BS放送 J SPORTS、NHK BS、BSフジ（2024年10月12日の女子開幕戦を生中継）、BS12 トゥエルビ
- CS放送 GAORA、フジテレビONE TWO NEXT
- 配信 J SPORTSオンデマンド（男女全試合独占ライブ配信）[1]

### V.LEAGUE
2024年10月現在は男女各クラブの公式YouTubeチャンネルや公式SNSなどでライブ配信。V.LEAGUE再編前の2016/17〜2020/21シーズンまではDAZNにて男女1部全試合を独占ライブ配信。2021/22〜2023/24シーズンまではイージースポーツによる「V.TVイージースポーツ」にて男女1部・2部全試合独占ライブ配信されていた。

### V・プレミアリーグ
- 地上波 NHK（男子・女子の決勝戦を放送）
  - （岡山シーガルズホームゲームの放送）岡山放送（OHK）、山陽放送（RSK）、テレビせとうち（TSC）
  - （パイオニアレッドウィングスホームゲームの放送）テレビユー山形（TUY）、山形放送（YBC）
  - （JTサンダーズ広島ホームゲームの放送）中国放送（RCC）
- 独立UHF放送局 KBS京都（京都大会で近畿地方に本拠地を持つチームを放送する場合がある。GAORAの制作協力も行っている）
- BS放送 NHK-BS1
- CS放送 GAORA
  - 2004-05シーズンはスカイ・Aで男子の放送もされていた。

### 黒鷲旗全日本男女選抜バレーボール大会
- 地上波 毎日放送（MBS）
- CS放送 GAORA
  - 毎日放送は男子・女子決勝を深夜に放送。GAORAは生中継（プロ野球と日程が重なった場合は完全録画中継）で男女準決勝・決勝を放送、1週間後に再放送。なおこの大会の主催は毎日新聞、後援は毎日放送・スポーツニッポン新聞社となっている。

### 天皇杯・皇后杯全日本バレーボール選手権大会
- CS放送 日テレG+（ファイナルラウンドを放送）

### 全国高等学校バレーボール選抜優勝大会→全日本バレーボール高等学校選手権大会（春高バレー）
- 地上波 全国大会 フジテレビ系列（FUJI NETWORK SPORT）
- 地方予選大会　各地域のフジテレビ系列各局と一部の独立UHF局

全国大会の1 - 3回戦と準々決勝は参加民放社が深夜枠（大会期間中にフジテレビ系列で放送される特別番組）で各担当都道府県・地域の試合を録画放送している。なお、準決勝・決勝は全国放送される。（一部の地域を除く）
- フジテレビワンツーネクスト（全国大会の全試合。実況アナウンサーはフジテレビ系列のアナウンサーが担当）

### 全国高等学校総合体育大会バレーボール競技大会（インターハイ）
- BS放送 J SPORTS（決勝のみ）

### 全日本バレーボール大学男女選手権大会（全日本インカレ）
- BS放送 J SPORTS

### TOWERS（大阪府で開催されるバレーボールのイベント）
- CS放送 GAORA

### 日韓Vリーグトップマッチ
- CS放送 GAORA（日本での開催のみ）

## 国際試合

### オリンピック
- 地上波 ジャパンコンソーシアム（NHK総合/Eテレ、民放各局）
- BS放送 NHK BS（旧NHK BS1）、NHK BSプレミアム4K（旧NHK BSプレミアム、BS4K）
- ラジオ NHKラジオ第1
- 配信 TVer、NHKプラス

### FIVBバレーボール世界選手権（世界バレー）
- 地上波 TBS系列
- BS放送 BS-TBS
- CS放送 TBSチャンネル
- 配信 U-NEXT（旧Paravi、2022年男子大会は国内独占配信[2]）
  - 2006年の大会ではスカイパーフェクTV! の10周年記念番組として第1ラウンド日本戦全試合と強豪国の注目試合、第2ラウンド以降の全試合を生中継と録画放送でパーフェクト・チョイスで放送した。また、DOGATCHが日本戦全試合と第2ラウンド以降の全試合のハイライト動画を配信した。

### FIVB五輪予選/ワールドカップバレー
- 地上波 フジテレビ系列
- BS放送 BSフジ（日本戦試合翌日の録画放送）
- CS放送 フジテレビONE、フジテレビTWO（この2チャンネル合わせて全試合放送）
- 配信 TVer、FOD（両サービス共に男女日本代表戦全試合ライブ配信）

### オリンピック世界最終予選兼アジア選手権（OQT）
- 地上波 フジテレビ系列、TBS系列

### ワールドグランドチャンピオンズカップ（グラチャン）
- 地上波 日本テレビ系列
- BS放送 BS日テレ
- CS放送 日テレG+

### ワールドグランプリ
- 地上波 フジテレビ系列（FUJI NETWORK SPORT）、TBS系列（この2局が交互に放映権を持つことになっており、数年に1回放映権が移る）
- BS放送 BS-TBS（日本戦試合翌日の録画放送・TBSが放映権を持つ場合）
- CS放送 フジテレビTWO（日本戦フジテレビが放映権を持つ場合）、TBSチャンネル（日本戦TBSが放映権を持つ場合）

### ワールドリーグ
- 地上波 フジテレビ系列（FUJI NETWORK SPORT）、TBS系列（この2局が交互に放映権を持つことになっており、数年に1回放映権が移る）
- BS放送 BS-TBS（TBSが放映権を持つ場合）
- CS放送 フジテレビONE（フジテレビが放映権を持つ場合）、TBSチャンネル（TBSが放映権を持つ場合）

### バレーボールネーションズリーグ
- 地上波 TBS系列（日本大会における日本戦を関東ローカルで録画中継。2024年は全国ネット）
- BS放送 BS-TBS（日本戦録画中継）
- CS放送 TBSチャンネル
- 配信 Volleyball TV、U-NEXT（日本戦全試合生中継）

### バレーボールアジア選手権
- 地上波 日本テレビ系列（2試合程度生中継）
- CS放送 日テレG+（日本戦全試合中継）

### アジア競技大会（アジア大会）
- BS放送 NHK-BS1（日本戦を中心に中継）

### モントルーバレーマスターズ
- BS放送 J SPORTS（日本戦と準決勝・決勝を中継）

### ボリス・エリツィンカップ
- BS放送 J SPORTS（日本戦と準決勝・決勝を中継）

## ホスト局としての考え方
国際試合の場合、各大会ごとに国際バレーボール連盟（FIVB）から開催地のテレビ局が放送権を購入し、ホストTVとして国内中継用映像（ドメスティック・フィード＝DF）と国際配信用映像（インターナショナル・フィード＝IF）の両方を制作している。IFの配信（販売）はIMG等のFIVB専属エージェントが行っている。国内用には開催国チームをフィーチャーした映像制作が積極的に行われるが、国際映像制作では中立性が重視される。過去、国際試合の放送権は自国開催の多い日本のテレビ局が取得することが圧倒的に多かったが、現在ではイタリア、ポーランド、ブラジルといった強豪国の放送局の放送権購入も見られる。また、特に日本では大会の会場演出をホストTVが担当することが殆んどで、「スポーツとエンタテイメントとの融合」を標榜するFIVBの方針のもと、テレビ側の意図で芸能人やアイドルグループが起用されている。